# Canariella tillieri
Canariella tillieri е вид охлюв от семейство Hygromiidae. Видът е почти застрашен от изчезване.

## Разпространение
Разпространен е в Испания (Канарски острови).